# Вовча зала: Дзеркало і світло
Вовча зала: Дзеркало і світло (англ. Wolf Hall: The Mirror and the Light) — британський історичний міні-серіал. Продовження серіалу 2015 року «Вовча зала». Екранізація роману Гіларі Ментел «Дзеркало і світло», заключного роману трилогії.

## Сюжет
Серіал починається з того, як Томас Кромвель маневрує при дворі Тюдорів після страти другої дружини Генріха VIII, Анни Болейн, у 1536 році, а монарх готується до одруження з третьою дружиною, Джейн Сеймур.

## Виробництво
У березні 2022 року Марк Райленс підтвердив, що йде робота над другою частиною серіалу, і йде написання сценаріїв для шести епізодів; режисером знову стане Пітер Космінський. Гіларі Мантел була консультанткою з адаптації сценарію до своєї смерті у вересні 2022 року. Пітер Строґан знову адаптував книгу для серіалу, як і в першому сезоні, а виробництвом займаються Playground і Company Pictures. У листопаді 2023 року було повідомлено, що телеканали Masterpiece PBS і BBC мають розпочати виробництво серіалу. 3 квітня 2024 року BBC повідомила про завершення зйомок і опублікувала нові фотографії та інформацію про додатковий кастинг. Доктор Оуен Емерсон був одним із консультантів серіалу.

### Зйомки
Зйомки почалися наприкінці 2023 року. У лютому 2024 року повідомлялося про зйомки в замку Берклі. Наступного місяця знімальна група працювала в соборі Веллса, а також знімала сцени у Форде Абатстві в Дорсеті, де команда перебувала кілька тижнів.

## Прем'єра
Прем'єра серіалу відбулася у Великій Британії на BBC One та BBC iPlayer у неділю 10 листопада 2024 року.